# 近藤千尋
近藤 千尋（こんどう ちひろ、1989年〈平成元年〉12月15日 - ）は、日本の女性ファッションモデル、タレント。本名：太田 千尋（おおた ちひろ）、旧姓：近藤。愛称は、ちぴ。
岡山県出身。エイジアプロモーション所属。夫はジャングルポケットの太田博久。

## 略歴
清心中学校・清心女子高等学校では聖歌隊に6年間在籍。椙山女学園大学現代マネジメント学部、『SAKAE TA☆RO』（中京テレビ）TA☆ROガールとして出演した。
2012年9月号からファッション雑誌『S Cawaii!』の専属モデルとして活動。2017年9月号で同誌を卒業した。

## 人物
2015年9月5日、お笑いトリオジャングルポケットの太田博久と結婚。2017年5月4日に第1子女児、2019年10月31日に第2子女児、2024年8月26日に第3子女児を出産した。

## 現在の出演

### 雑誌
- Domani（小学館）- レギュラーモデル [9]

### テレビ番組
- ラヴィット!（2021年4月2日 - 、TBS） - 夫の太田と夫婦で金曜レギュラー[10]
- アップ!→ドデスカ!プラス（2023年4月14日 - 、メ〜テレ） - 隔週金曜コメンテーター

### ウェブテレビ
- 秘密のママ園（2025年3月30日 - 、ABEMA） - MC[11][12]

### CM
- （株）生活総合サービス ていねい通販「すっぽん小町」（2020年12月6日 - ）
- モスフードサービス「グリーンバーガー＜テリヤキ＞」「ギャップの魅力」篇（2021年10月13日 - ）[13]

## 過去の出演

### 雑誌
- S Cawaii!（主婦の友社、2012年9月号 - 2017年9月号） - レギュラーモデル
  - S Cawaii! BEAUTY MOOK - 表紙
- PopSister（角川春樹事務所、 - 2011年11月号） - レギュラーモデル
- TOKAI SPY GIRL（流行発信） - レギュラーモデル
- KATY（トランスメディア）
- ネイルUP!（ブティック社）

### テレビ番組
- メ～テレどまつりLIVE2012（名古屋テレビ放送、2012年8月25日）
- 写ねーる『すっぴん』（NHK BSプレミアム、2013年11月25日）
- チャンネル生回転TV Allザップ!（BSスカパー!、2014年10月 - ）
- この人に逢わせて喜ばせたい!逢喜利（中京テレビ、2019年2月1日）
- チャント!（CBCテレビ、2019年4月1日 - 2020年3月25日 ） - リポーター

### テレビドラマ
- 100万回 言えばよかった（2023年1月13日 - 3月17日、TBS） - 高原涼香 役[14]

### ウェブテレビ
- さぁ、恋をきがえましょう（2017年9月2日 - 10月7日、AbemaTV） - MC[15]

### イベント
- 日本カワイイ博 IN NIIGATA（2012年3月31日）
- SHIBUYA 109 Fastival（2012年5月12日）
- 東京ガールズコレクション in ナゴヤ‘11S/S・‘12A/W
- KANSAI COLLECTION‘13S/S（2013年3月3日）
- Girls Award‘13 S/S（2013年3月23日）
- TOKYO GIRLS COLLECTION Spring Edition 宮崎恋旅（2013年3月30日）
- a-nation & GirlsAward island collection By S Cawaii（2013年8月）
- GIRL'S BLOGER STYLE‘13A/W（2013年8月20日）

### 映画
- 岸部町奇談～探訪編～（2012年、林一嘉監督）

### ミュージックビデオ
- ソナーポケット「愛をこめて贈る歌」（2016年） [16]

## 書籍
- スタイルブック『ちぴ本』（主婦の友社、2016年6月30日）[17]

## 受賞
- 第14回ベストマザー賞2022 文化部門（2022年）[18]